# Limbatustoxin
Limbatustoxin (synonym Kaliumkanaltoxin alpha-KTx 1.4, LbTx) ist ein Toxin aus dem Skorpion Centruroides limbatus.

## Eigenschaften
Limbatustoxin ist ein Protein und Skorpiontoxin. Es bindet und hemmt Calcium-aktivierte Kaliumkanäle vom Typ maxi-K. Limbatustoxin  ist strukturell mit Charybdotoxin a, Charybdotoxin b, Iberiotoxin und ferner mit Noxiustoxin, Margatoxin und Tityustoxin Kα verwandt.